# Medaglia commemorativa del matrimonio del principe Danilo
La Medaglia commemorativa del matrimonio del principe Danilo fu una medaglia commemorativa concessa dal Regno del Montenegro per commemorare il matrimonio tra il principe Danilo del Montenegro e la principessa Jutta di Meclemburgo-Strelitz.

## Storia
La medaglia venne istituita nel 1899 per commemorare il matrimonio tra il principe Danilo del Montenegro e la principessa Jutta di Meclemburgo-Strelitz e venne assegnata al personale di servizio ed agli ospiti del matrimonio tra i due aristocratici che si tenne a Cettigne, capitale del regno.

## Insegne
Medagliaè costituita da un disco di stagno di 33 mm sul quale è presente, sul diritto, un doppio ritratto a mezzobusto dei due sposi attorniati dai loro nomi. Sul retro, si trova una corona d'alloro con al centro l'iscrizione commemorativa del matrimonio e la data 1899 affiancata dagli stemmi araldici delle casate dei due sposi.
Nastrobianco con una fascia rossa per parte.